# Super Ligue
Super Ligue är det franska utomeuropeiska territoriet Nya Kaledoniens högstaliga i fotboll. Ligan grundades 1933 och första säsongen sparkade igång samma år.

## Mästare
- 1933 — Impassible
- 1934–49 — Okänt
- 1950 — Impassible
- 1951 — Impassible
- 1952 — Indépendante
- 1953 — Impassible
- 1954 — Indépendante
- 1955 — Ej utsedd
- 1956 — Impassible
- 1957 — PLGC
- 1958 — PLGC
- 1959 — PLGC
- 1960 — Impassible
- 1961 — Île des Pins
- 1962 — USC
- 1963 — USC
- 1964 — Vallée du Tir
- 1965 — Frégate
- 1966 — Frégate
- 1967 — Vallée du Tir
- 1968 — Vallée du Tir
- 1969 — Le Nickel
- 1970 — Le Nickel
- 1971 — Stade Français Tadine
- 1972 — Saint Jean-Baptiste Nathalo
- 1973 — Groupement Sportif Ouvéa
- 1974 — Gaïtcha
- 1975 — UAC
- 1976 — Le Nickel
- 1977 — Kehdek de Koumac
- 1978 — USL
- 1979 — Baco
- 1980 — Koumac
- 1981 — USL
- 1982 — Baco
- 1983 — Saint-Louis
- 1984 — Frégate
- 1985 — Kunié
- 1986 — 6e km
- 1987 — Saint-Louis
- 1988 — Saint-Louis
- 1989 — Wé-Luécilla
- 1990 — Gaïtcha
- 1991 — Wé-Luécilla
- 1992 — Kunié
- 1993 — Wé-Luécilla
- 1994 — Baco
- 1995 — Baco
- 1996 — Traput
- 1997 — Baco
- 1998 — Poum
- 1999 — Gaïtcha
- 2000 — Baco
- 2001 — Baco
- 2002 — Mont-Dore
- 2002/03 — Magenta
- 2003/04 — Magenta
- 2004/05 — Magenta
- 2005/06 — Mont-Dore
- 2006/07 — Baco
- 2007/08 — Magenta
- 2008/09 — Magenta
- 2009 — Magenta
- 2010 — Mont-Dore
- 2011 — Mont-Dore
- 2012 — Magenta
- 2013 — Gaïtcha
- 2014 — Magenta
- 2015 — Magenta
- 2016 — Magenta
- 2017 — Hienghène Sport
- 2018 — Magenta
- 2019 — Hienghène Sport
- 2020 —